# Saserna scissilinea
Saserna scissilinea là một loài bướm đêm trong họ Noctuidae.